# Jordi Leon i Royo
Jordi Leon i Royo (Barcelona, 15 d'abril de 1952) és intèrpret d'oboè, mestre de flabiol, i compositor de sardanes i música de cambra.

## Biografia i carrera musical
Les primeres nocions musicals les aprengué a casa: el seu avi, Manuel León (Barcelona, 1875-1961) fou un excel·lent intèrpret de cornetí, i el seu pare i el seu oncle tocaven, com a amateurs, el fagot i el violoncel, respectivament. A partir dels 15 anys va cursar estudis de solfeig, harmonia i diversos instruments de vent al Conservatori Municipal de Música de Barcelona, on obtingué el títol de professor superior d'oboè amb el mestre Domènec Segú. Posteriorment va seguir estudis superiors d'harmonia, contrapunt i instrumentació amb el mestre Manuel Oltra, i assistí a les classes de direcció d'orquestra del mestre Antoni Ros Marbà. També perfeccionà l'estudi de l'oboè a França amb Michel Giot.
Ha dut a terme importants treballs de recerca adreçats al perfeccionament dels instruments catalans i a l'ampliació de llur àmbit de possibilitats. El 1970 va iniciar l'estudi del flabiol amb el mestre Narcís Paulís, i el 1976 va donar a conèixer el flabiol com a instrument de concert, posant de manifest unes possibilitats inèdites fins aleshores. El 1977 fundà la classe de flabiol i tamborí al Conservatori Municipal de Barcelona i des de 1989 és professor d'aquest instrument al Conservatori del Liceu de la mateixa ciutat. El 2003 va publicar un extens Mètode per a l'aprenentatge del flabiol i el tamborí. Paral·lelament va cursar estudis de tible amb Francesc Elias i Àngel Pont.
De la seva trajectòria com a instrumentista en destaquen la seva presència, com a solista de tible, a la cobla La Principal del Llobregat (1975-1979); com a flabiolaire, a la cobla Municipal Ciutat de Barcelona (1978-1988) i, des de 1977 fins a 2018, com a instrumentista d'oboè i solista de flabiol a la Banda Municipal de Barcelona.
Ha estat director de la cobla Sant Jordi des de la seva fundació, el 1983, fins al 1990 i del 1993 al 2007. Amb aquesta formació ha dut a terme una àmplia tasca de divulgació del gran repertori de música de concert per a cobla, amb la recuperació d'obres inèdites o oblidades i nombroses estrenes, que ha interpretat assíduament a les principals sales de concert de Catalunya i dirigint un bon nombre d'enregistraments de gran contingut musical: monogràfics Toldrà, Lamote de Grignon, Rafael Ferrer, Josep Serra i diverses obres de concert de Joaquim Serra i Corominas, Manuel Oltra, Robert Gerhard, etc. També fou director de la cobla Maricel des de la seva fundació (2008) fins al 2010, i de La Principal del Llobregat durant l'etapa 2009-2013. Ha estat sovint sol·licitat com a col·laborador en la direcció d'altres prestigioses cobles.
Més enllà de les seves tasques musicals, destaquen les nombroses conferències arreu de Catalunya sobre els instruments de la cobla i l'evolució musical de la sardana, col·laboracions amb la Gran Enciclopèdia Catalana i la Revista Musical Catalana, participació en els treballs d'acústica musical de l'Escola Tècnica Superior d'Enginyers Industrials de Barcelona, així com l'assessorament a diversos constructors de flabiols i tamborins. Des del 2004 fins al 2017 fou professor de l'Escola Superior de Música de Catalunya (ESMUC) on impartí classes de "Repertori específic" i d'Instrumentació de cobla.
És autor d'algunes composicions de cambra adreçades, generalment, als instruments de vent, com també d'una cinquantena de sardanes. Per la sardana Festiva guanyà el premi Ceret-Banyoles l'any 1987 i La Mola de Matadepera obtingué el Premi Popular en el certamen La Sardana de l'Any del 2022. El 2002 l'Obra del Ballet Popular el distingí amb la medalla al Mèrit Musical.

## Obres
- Fantasia i variacions sobre un tema italià (1977), per a flabiol i piano
- De casa nostra (1981), cinc melodies populars catalanes, per a trio de canyes
- Variacions sobre un tema d'estiu popular (1981), per a flabiol i piano
- Himne d'homenatge (1987), per a quatre cobles, tuba i percussió
- Petita suite de cançons catalanes (1988, enregistrada), per a quintet de vent
- El vol d'un ocell (1995, enr.), vals per a flabiol solista i cobla ampliada
- L'auca del senyor Esteve (1999) rapsòdia noucentista per a cobla
- Homenatge (1999), pasdoble per a gran banda
- Maria Rosa (2002), vals per a piano
- Sardanes (entre parèntesis, any de composició i, si escau, de la darrera versió): A una noia maca (1969, 1999, enregistrada); L'amic Joaquim (1970, 2005, enr.); Amics de La Floresta (1969); L'aplec de l'ermita d'Arboló (1971); Calamus quintus (2014, enr.); Cançó de comiat (1972, 2011, enr.); Cardedeu, cinc lustres (1994, enr.); Colla Roca (1969, 1987, enr.); ; Festiva (1986, enr.); Flor d'hivern (1970); La Font del Racó (1986, enr.); Ginesta florida (2009, enr.); Ja fa 10 anys (2007, enr.); Joiós aniversari (2007, enr.); Missatge poètic (2011, enr.); L'oreneta blava (1972, 1985, enr.); Per molts anys! (2001); Peramola (1972); La petita princesa (1972, 2011, enr.); Sant Jordi (1993, enr.); Sant Pol, quina hora és? (2011, enr.); Sitges, Palau Maricel (2010, enr.)

### Enregistraments
- La Principal del Llobregat. Jordi León - Sardanes.  Barcelona: Audiovisuals de Sarrià, 2012.
- Quintet de vent Solistes de Barcelona.  Barcelona: Audiovisuals de Sarrià, 1993.
- Cobla Sant Jordi. Sardanes.  Barcelona: Audiovisuals de Sarrià, 1999.
- Cobla Ciutat de Terrassa. Corrandes de 20.  Barcelona: Agrupament d'Esbarts Dansaires, 2005.
- La Principal del Llobregat. La Principal del Llobregat dirigida per Salvador Brotons.  Barcelona: Discmedi, 2005.
- Cobla Sant Jordi. Sardanes a plaça 2005.  Barcelona - Vilassar de Dalt: Audiovisuals de Sarrià - Grup Sardanista de Vilassar de Dalt, 2006.
- Cobla Ciutat de Girona. Càmping botànic Bona Vista "Kim", el càmping sardanista de Catalunya.  Barcelona: Audiovisuals de Sarrià, 2012.
- La Principal del Llobregat. La barítona en concert.  Barcelona: Audiovisuals de Sarrià, 2015.

### Llibres
- Mètode bàsic per a l'estudi del flabiol i el tamborí.  Barcelona: DINSIC - Generalitat de Catalunya, 2003. ISBN 8495055686.
- Exercicis de mecanisme, per a flabiol i tamborí.  Barcelona: Boileau, 1985.